# Jean Vinson
Joseph Lucien Jean Vinson (* 13. Juni 1906 in Moka, Mauritius; † 8. Mai 1966 auf der Île aux Aigrettes) war ein französisch-mauritischer Entomologe.

## Leben
Vinson war ein Nachfahre des Naturforschers und Arztes Auguste Vinson (1819–1903), der im Jahr 1862, als Vertreter von Kaiser Napoleon III., der Krönung von König Radama II. von Madagaskar beiwohnte. Seine Eltern waren Eugène Louis Lucien Vinson und Marie Eugénie Leblanc.
Nach einem Studium am Collège d’Agriculture auf Mauritius begann Vinson 1927 als Assistent in den entomologischen Laboratorien des Service d’Agriculture, in deren Auftrag er Expeditionen auf Rodrigues und Ceylon durchführte. Ferner war er als Dozent in Zoologie und Entomologie tätig. 1941 wurde er Kurator am Mauritius Institute (ein Naturkundemuseum in Port Louis) und 1954 wurde er als Nachfolger des Botanikers Reginald Edward Vaughan zum Direktor dieses Instituts ernannt. Als Mitarbeiter von Dr. Vaughan und während seiner Amtszeit als Leiter, modernisierte Vinson das Museum und erweiterte dessen Bibliothek. Ferner baute er eine Abteilung für Meeresbiologie auf. Neben den Insekten, insbesondere Käfern, interessierte sich Vinson für Schlangen, Vögel und Pflanzen. Mit Artikeln und Vorträgen, wissenschaftlichen Aufzeichnungen, Postkarten und Briefmarken setzte er sich für den Schutz der Natur ein. Als Insektenkundler sammelte er zunächst als Amateur Schmetterlinge, Libellen und Käfer, darunter auch für seinen Freund und Kollegen Raymond Mamet.
Vinson war ein Schüler des Entomologen René Jeannel (1879–1965) vom Muséum national d’histoire naturelle. Er forschte über Laufkäfer, Kurzflügler, Wollhaarkäfer, Blatthornkäfer und Bockkäfer, die auch Gegenstand von Revisionen waren. Sein Beitrag zur Erforschung der mauritischen Entomofauna, insbesondere der Käfer, war von grundlegender Bedeutung. 
Vinson war Mitglied in zahlreichen wissenschaftliche Gesellschaften, darunter in der Société royale des arts et des sciences de l’île Maurice, der Société entomologique de France, in der Royal Entomological Society of London sowie in der Museums Association. Er war korrespondierendes Mitglied der Académie nationale des arts, des sciences et des lettres de Madagascar und wurde 1963 zum Officer des Order of the British Empire (OBE) ernannt.
1936 heiratete Vinson in Moka Louise Suzanne Carosin. Aus dieser Ehe gingen eine Tochter und zwei Söhne hervor, von denen Jean-Michel Vinson ebenfalls ein bekannter Zoologe wurde. Dieser veröffentlichte 1969 posthum die Schrift The Saurian Fauna of the Mascarene Islands, an der Jean Vinson als Co-Autor beteiligt war.

## Dedikationsnamen
Nach Vinson sind zahlreiche Arten benannt, darunter:
- Iridomyrmex vinsoni Donisthorpe, 1946
- Anotylus vinsoni (Cameron, 1936)
- Nesovinsonia vinsoni (Paulian, 1939)
- Stagmatophora vinsoni Viette, 1953
- Limnebius vinsoni Orchymont, 1941
- Medon vinsoni Cameron, 1947
- Palaeocorynus vinsoni Hustache, 1939
- Nacaeus vinsoni (Cameron, 1936)
- Coproporus vinsoni Cameron, 1935
- Syzygops vinsoni Hustache, 1939
- Actinoptera vinsoni Munro, 1946
- Orophicus vinsoni Jeannel, 1951
- Heterota vinsoni Cameron, 1947
- Cadurcia vinsoni Mesnil, 1952
- Heteroderes vinsoni Fleutiaux, 1925
- Dinamoraza vinsoni (Arrow, 1948)
- Enicmosoma vinsoni Ardoin, 1961
- Figulus vinsoni Benesh, 1955
- Bythonesiotes vinsoni Jeannel, 1956
- Megapenthes vinsoni Fleutiaux, 1933
- Stenaleyrodes vinsoni Takahashi, 1938